# Cosmarium modestum
Cosmarium modestum  là một loài Song tinh tảo trong họ Desmidiaceae, thuộc chi Cosmarium.